# Will Grigg
William Donald "Will" Grigg (født 3. juli 1991) er en engelskfødt professionel fodboldspiller fra Nordirland. Han spiller som angriber fra League 1-klubben Sunderland. Han repræsenterer Nordirland på internationalt niveau. Grigg begyndte sin professionelle karriere i Walsall og blev kendt gennem 2012–13-sæsonen, hvor han vandt klubbens Årets Spiller og Spillernes Årets Spiller. Grigg var også manden bag sejrs målet der sendte Manchester City ud af FA Cup 2018. 

## Karriere

### Wigan
I 2018 stod Will Grigg bag sejrsmålet, der overraskende sendte Manchester City ud af FA Cuppen i 2018. 

## Will Griggs on Fire
I maj 2016 vandt sangen Will Griggs on Fire frem, og blev kendt over hele Europa i forbindelse med UEFA Euro 2016.[kilde mangler]